# Impliziter Bias
Ein impliziter Bias ist ein unbeabsichtigtes Stereotyp oder Vorurteil gegenüber Personen einer sozialen Gruppe. Die Forschungsliteratur zum Thema implizite Bias geht davon aus, dass Menschen unbeabsichtigt diskriminierendes bzw. exkludierendes Verhalten zeigen können, selbst wenn dies ihren Zielen und Wertevorstellungen zuwiderläuft. Dafür verantwortlich gemacht werden automatisch oder unbewusst ablaufende Vorgänge, die in implizite Bias resultieren. Dementsprechend wird die Forschung zu dem Thema als relevant für die Überwindung von Diskriminierung angesehen. Als Gegenmaßnahme werden zum Beispiel Schulungen vorgeschlagen, bei denen die Teilnehmer über ihre impliziten Bias aufgeklärt werden können. Implizite Bias werden typischerweise über standardisierte Tests wie den Implizite Assoziationstest gemessen. Die behauptete Korrelation zwischen gemessenen impliziten Bias und den Auswirkungen auf reales Verhalten wird jedoch kontrovers diskutiert.
Man spricht auch von impliziten Stereotypen oder impliziten Vorurteilen. In der Regel unterscheidet man Vorurteile von Stereotypen dahingehend, dass sich Vorurteile eher auf emotionale Bewertungen beziehen, während Stereotype beschreibende Attribute darstellen. Ob diese Unterscheidung auch im Kontext impliziter Bias eine Rolle spielt ist strittig.
Implizite Bias werden von manchen Modellen als automatische kognitive Assoziationen aufgefasst, gebräuchlich sind daher auch Bezeichnungen wie „automatischen Aktivierung von Stereotypen“, automatische Stereotypisierung oder automatische Stereotype. Andere Modelle fassen implizite Bias als unbewusste Überzeugungen auf, weshalb auch Bezeichnungen wie unbewusster Bias, unbewusste Stereotype oder unbewusste Vorurteile anzutreffen sind. Inwieweit sich ein implizit gemessener Bias allerdings tatsächlich der bewussten Wahrnehmung entzieht ist nicht abschließend geklärt.

## Messung
Bei der Messung impliziter Stereotypen ist es nicht sinnvoll sich auf erfragte Parameter zu verlassen. Dies liegt einerseits daran, dass Einstellungen mitunter nicht bewusst sind, also in einer Befragung keine Auskunft darüber gegeben werden kann, andererseits will man manche Einstellungen, weil sie sozial nicht erwünscht sind, nicht äußern (z. B. rassistische Einstellungen). Selbstauskünfte sind demnach fehlerhaft und es empfiehlt sich eine Methode zu nutzen, die die Reaktivität bei der Erfassung solcher Einstellungen, vermindert.
Der verbreitetste Test zur Messung impliziter Bias ist der Implizite Assoziationstest (IAT). Dabei werden Reaktionsgeschwindigkeiten gemessen, wenn den Studienteilnehmern Assoziationen zwischen gesellschaftlichen Gruppen und Bewertungen wie positiv und negativ vorgegeben werden. Wenn die Reaktionszeit bei bestimmten Assoziationen geringer ist als bei gegenteiligen Assoziationen, wird ein impliziter Bias angenommen. Inwieweit der IAT ein verlässliches Messinstrument darstellt ist Gegenstand wissenschaftlicher Debatten.

## Forschungsgeschichte

### Stereotypisierung von Personen
1978 führten Taylor, Fiske, Etcoff und Ruderman eine Untersuchung durch. Aufgabe der Studienteilnehmer war es, einer Gruppendiskussion, in der es um die Planung einer Werbekampagne ging, zu folgen. Diese Unterhaltung wurde ihnen von einem Tonband präsentiert. Während der Aussage einer Person wurde dazu immer das Foto der sprechenden Person von einem Projektor dargeboten. Die Gruppendiskussion wurde von 3 weißen und 3 schwarzen Amerikanern geführt. Nach dem Anhören sollten die Versuchspersonen den verschiedenen Vorschlägen die Bilder der Männer zuordnen. Die Forscher werteten die Antworten aus und legten besonders Wert auf die gemachten Fehler. Diese teilten sie in zwei Arten ein:
- Verwechslungen innerhalb der Kategorie (d. h., eine Aussage eines weißen Amerikaners wurde einem anderen ebenfalls weißen zugeordnet; die Aussage eines schwarzen wurde einem anderen schwarzen Diskussionsteilnehmer zugeordnet) und
- Verwechslungen zwischen den Kategorien (d. h., der Vorschlag eines weißen Mannes wurde fälschlicherweise einem schwarzen Amerikaner zugeordnet und umgekehrt).

Das Ergebnis war, dass viel häufiger Fehler der ersten Art gemacht wurden. Das bedeutet, es ist viel wahrscheinlicher, die Aussage von Männern mit der gleichen Hautfarbe zu verwechseln. Als Erklärung führen die Untersucher an, dass diese Fehler häufiger zustande kämen, weil die Versuchspersonen die Diskussionsteilnehmer nach ihrer Hautfarbe „kategorisiert“ hätten. Dies sei ein automatischer Prozess, da sie selbst kein besonderes Augenmerk darauf gerichtet bzw. die Anweisung dazu erhalten hätten. Die Autoren dieser Studie stellen die Kategorisierung keinesfalls als rassistisch dar, vielmehr ist die automatische Einordnung nach bestimmten Merkmalen (wie z. B. Hautfarbe, Alter, Geschlecht etc.) ein natürlicher und überlebensnotwendiger Prozess.

### Messung über Reaktionszeiten (Affektives Priming)
Fazio und Kollegen entwickelten eine indirekte Art und Weise die automatische Verarbeitung von Stereotypen über Priming zu messen. Dazu wurden den Versuchspersonen Wörter auf einem Computerbildschirm präsentiert, die sie per Knopfdruck auf der Tastatur als positiv oder negativ bewerten sollten. Kurz vor der Wortpräsentation leuchtete außerdem ein Farbfoto eines menschlichen Gesichts auf. Einige der Fotos waren von Weißen, einige von Afroamerikanern. Sinn der Studie war es nun, zu überprüfen, ob die Präsentation der Gesichter einen Einfluss auf die Schnelligkeit der Reaktion bei der Bewertung der Wörter hat.
Wenn ein Foto eines Afroamerikaners beim Studienteilnehmer Vorurteile auslöst und diese Vorurteile automatisch sind, würden so automatisch negative Gefühle ausgelöst werden. Diese Reaktion sollte es einfacher machen, schneller auf ein anschließend negatives Wort wie „ekelhaft“, mit einem Tastendruck auf die „Negativtaste“ zu reagieren. Außerdem sollte eine negative Reaktion auf das Foto es schwieriger machen auf ein anschließend positives Wort mit der „Positivtaste“ zu reagieren. Jedoch zeigten nicht alle Studienteilnehmer diese negative Reaktion auf Afroamerikaner. Die Ausprägung des automatischen Vorurteils konnte das Verhalten der Studienteilnehmer vorhersagen. Diejenigen Studienteilnehmer, die die höchste Geschwindigkeitsdifferenz in der Wortbeurteilungsaaufgabe hatten, zeigten sich gegenüber einer afroamerikanischen Versuchsleiterin eher unfreundlich.

### Zwei-Stufen-Modell der kognitiven Verarbeitung von Stereotypen
Devine und Kollegen postulieren ein Zwei-Stufen-Modell bei der kognitiven Verarbeitung von Stereotypen. Ihrer Meinung nach teilen Kulturen Stereotype. Die automatische Verbindung zu einem Einstellungsobjekt aktiviert stereotype Informationen, die dann von der bewussten und kontrollierten Verarbeitung zurückgewiesen oder nicht beachtet werden können.
Sind Personen jedoch sehr beschäftigt oder abgelenkt, kann die kontrollierte Ebene der Verarbeitung nicht in Gang gesetzt werden. Das Stereotyp, das automatisch aktiviert wurde, wird nicht zurückgewiesen.
Dem gegenüber stehen Annahmen von Fazio und Kollegen, die davon ausgehen, dass es eine automatische Komponente von Stereotypen gibt, die individuell verschieden sein kann und auf der Bewertung eines jeden Individuums beruht (also nicht kulturell geteilt ist). Automatisch aktiviert wird ihrer Meinung nach also die individuelle Bewertung eines Einstellungsobjektes.

### Untersuchung von Devine
Patricia G. Devine führte mit einer großen Anzahl an Studenten zunächst einen Vorurteilstest durch und bildete so zwei Gruppen: Studenten mit starken Vorurteilen und Studenten mit wenig Vorurteilen. Danach folgte ein Test zur automatischen und bewussten Verarbeitung. Sie zeigten den Studenten auf einer Leinwand kurz (unter der bewussten Wahrnehmungsschwelle) stereotype Begriffe (z. B. schwarz, faul, feindselig) und neutrale Begriffe (z. B. was, jedoch, sagte). Nach der Präsentation der Wörter sollten die Teilnehmer eine Geschichte über „Donald“ (eine fiktive Person, deren ethnische Herkunft nicht erwähnt wurde) lesen, in der dieser als zweideutig beschrieben wurde und eine Einschätzung zu ihm abgeben.
Die Teilnehmer, die zuvor die Wörter gesehen hatten, die Stereotype über schwarze Amerikaner widerspiegeln, interpretierten Donald negativer, als diejenigen, die neutrale Wörter gesehen hatten. Ohne dass es ihnen bewusst wurde, wurde die eine Gruppe von Teilnehmern, von den negativen Wörtern beeinflusst. Da es sich hierbei um einen kulturellen Stereotyp handelt (er wird von allen Mitgliedern einer Kultur geteilt) und dieser unbewusst, ohne kognitive Kontrolle aktiviert wurde, waren weiße Studenten mit Vorurteilen gleichermaßen betroffen, wie diejenigen ohne Vorurteile.

## Auswirkungen auf das Verhalten
Implizite Bias wurden zum Beispiel als eine mögliche Erklärung für erhöhte Polizeigewalt gegenüber Schwarzen Mitbürgern sowie für die Unterrepräsentation von Frauen oder People of Color in Teilen der Arbeitswelt herangezogen.
Die Relevanz von impliziten Bias für gesellschaftliches Verhalten wird kontrovers diskutiert. Kritiker ziehen die behauptete Korrelation zwischen gemessenen impliziten Assoziationen und dem diskriminierenden Verhalten unter realen Bedingungen in Zweifel. Entsprechende Metaanalysen zeigten dazu immer wieder nur geringe Korrelationen. Dem wird jedoch entgegengehalten, dass auch geringe Korrelationen einen signifikanten gesellschaftlichen Effekt haben können, wenn diskriminierende Situationen akkumuliert bzw. wiederholt auftreten.